# Alice Austen
Elizabeth Alice Austen (født 17. marts 1866 i New York, død 9. juni 1952 i bydelen Staten Island, New York) var en amerikansk fotograf, kendt for sine dokumentariske motiver.
Da faren tidligt forlod familien, flyttede Austen og moren ind hos bedsteforældre, onkel og tante på Clear Comfort , en ejendom på Staten Island.
Austen fik 1876 som 10-årig sit første kamera af en onkel. En anden onkel lærte hende at fremkalde billederne. Som fotograf var hun selvlært og efterlod sig flere tusinde fotografier der især dokumenterede livet på gaderne i New York.
Austen blev ramt økonomisk af depressionen i 1929 og blev 1945 sat ud af Clear Comfort. Hun endte sine dage på et "poorhouse".

## Galleri
| - 'Gadetyper i New York City' / 'Street types of New York City' - Gadetyper i New York City. Emigrant og brezelsælger Street types of New York City-Emigrant and pretzel vendor - Cykelbud Messenger boy and bike - Lirekasseman og hans kone, New York City, 1897 The organ grinder and his wife - Gadefejer efter snefald Street cleaner with pick ax standing in front of pile of snow - Karantænestation på den kunstige ø Hoffman Island (en) Quarantine station, Hoffman Island, NYC-group of immigrants amid buildings - Immigranter fra et skib med kopperamte personer Immigrants from a smallpox ship, held in custody for observation, behind wire fence, Hoffman Island, N.Y. - Gadefejer med vogn New York City Street sweeper and handcart - Politibetjent Policeman, standing full length facing left - To skrotvogne Street types of New York City-2 rag carts - Postbud ved postkasse Street types of New York City-Postman at letter box |